# Kretinga
Kretinga er en by i det nordvestlige Litauen, med et indbyggertal på cirka 21.000(2011). Byen ligger i Klaipėda apskritis, tæt ved kysten til Østersøen.

## Sport
- FK Minija (2017);
- FK Minija (1962)
- Kretingos centrinis stadionas.